# Forever Young (singolo Alphaville)
Forever Young è un singolo del gruppo musicale tedesco occidentale Alphaville, pubblicato nel settembre 1984 come estratto dall'album Forever Young.

## Descrizione
Oltre alla versione originale è uscita una versione dance del brano intitolata Special Extended Mix. Negli anni seguenti la band ha prodotto anche molti altri remix.

## Cover (parziale)
- Un anno dopo il suo debutto Forever Young la canzone viene ripresa da Laura Branigan, che ne ha eseguito diverse esecuzioni dal vivo.
- Nel 1994 ne viene realizzata una cover euro-house dal gruppo techno/trance tedesco "Interactive". Il singolo viene ripubblicato nel 2002 con nuove versioni.
- Nel 1996 il gruppo canadese Temperance pubblica una cover che raggiunge la posizione numero 8 nella Canadian Dance Chart.
- Nel 2005 il gruppo rock australiana Youth Group realizza una cover di Forever Young per la colonna sonora della serie televisiva The O.C.. Il brano si ascolta durante gli episodi della terza stagione, negli episodi L'ultimo valzer e Il guerriero della strada. Questa cover è stata inserita nella compilation Music from the OC: Mix 5 e poi nell'album degli Youth Group Casino Twilight Dogs.
- Nel dicembre 2009 il rapper Jay-Z, in collaborazione con Mr Hudson & The Library, pubblica un rifacimento della canzone, dal titolo Young Forever. Il brano è contenuto nell'album di Jay-Z The Blueprint 3. La canzone è stata pubblicata solo per il mercato europeo.
- Nel 2010 gli One Direction, arrivati terzi all'edizione britannica di X Factor, pubblicano una cover della canzone come primo singolo.
- Nel 2024 David Guetta pubblica una cover della canzone insieme ad Ava Max e agli stessi Alphaville per celebrare il 40º anniversario della canzone.